# Manfred Frick
Manfred Frick, född 23 september 1959 i Balzers i Liechtenstein, är en liechtensteinsk före detta fotbollsspelare.
Frick spelade tre landskamper för Liechtensteins landslag och utsågs till årets fotbollsspelare i Liechtenstein 1982 och 1990.